# Ляхова, Валентина Васильевна
Валентина Васильевна Ляхова (род. 24 июня 1958 года) — советская и российская легкоатлетка (марафон и сверхмарафон).

## Карьера
Учась в сельской школе занималась физкультурой и ездила на районные соревнования. Поступив в Курский педагогический институт, начала заниматься лёгкой атлетикой. Выступая за спортивное общество «Буревестник», она приблизилась к своей мечте увидеть мир: за несколько лет побывала на Урале, в Сибири, во многих союзных республиках — Украине, Белоруссии, Молдавии, Литве, Эстонии, Грузии, Армении, Узбекистане. Параллельно окончила заочно Московский областной государственный институт физической культуры и выполнила норматив мастера спорта СССР по лёгкой атлетике на трёхкилометровой дистанции.
Когда женщины допускаются к марафону и сверхмарафону, переходит в новую дисциплину. В 1990 году побеждает на марафоне в Югославии.
В 1992 году завоёвывает серебро на сверхмарафоне «Кантабрия» и золото 100 km de la Somme в Амьене.
В 1993 году побеждает на прошедшем в немецком Ханау-Роденбахе международном сверхмарафоне, становится второй на сверхмарафонах Флоренция—Фаэнца и 100 km de la Somme, а также третьей на чемпионате мира.
В 1994 году Валентина побеждает на сверхмарафонах «Marathon des Sables» (220 км — 6 этапов), «The Comrades», 100 km de la Somme, а также становится чемпионкой Европы. Также завоевала бронзу на сверхмарафоне Вена-Будапешт (344 км — 5 этапов).
В 1996 году во французском Нанте она установила сразу два мировых рекорда — в беге на 50 миль и 100 километров.
В 1997 году становится чемпионкой мира, побеждает в сверхмарафоне Run Winschoten и становится третьей в знаменитом сверхмарафоне «The Comrades».
В 1998 году становится второй в южноафриканском сверхмарафоне «The Comrades». И в сорок лет завершает активную карьеру.
В настоящее время — заместитель декана факультета физкультуры и спорта, доцент кафедры теории и методики физической культуры педагогики Курского государственного университета.

## Интересные факты
Была факелоносцем на Московской и Сочинской олимпиадах.